# Hemiphileurus
Hemiphileurus är ett släkte av skalbaggar. Hemiphileurus ingår i familjen Dynastidae.

## Dottertaxa tillHemiphileurus, i alfabetisk ordning[1]
- Hemiphileurus beckeri
- Hemiphileurus bispinosus
- Hemiphileurus blandinae
- Hemiphileurus brasiliensis
- Hemiphileurus caliensis
- Hemiphileurus carinatipennis
- Hemiphileurus cavei
- Hemiphileurus cayennensis
- Hemiphileurus costatus
- Hemiphileurus cribratus
- Hemiphileurus cubaensis
- Hemiphileurus curoei
- Hemiphileurus curvicornis
- Hemiphileurus cylindroides
- Hemiphileurus dechambrei
- Hemiphileurus dejeani
- Hemiphileurus depressus
- Hemiphileurus deslislesi
- Hemiphileurus dispar
- Hemiphileurus dyscritus
- Hemiphileurus elbitae
- Hemiphileurus elongatus
- Hemiphileurus euniceae
- Hemiphileurus gibbosus
- Hemiphileurus gloriae
- Hemiphileurus hiekei
- Hemiphileurus howdeni
- Hemiphileurus illatus
- Hemiphileurus insularis
- Hemiphileurus isabellae
- Hemiphileurus jamaicensis
- Hemiphileurus kahni
- Hemiphileurus laevicauda
- Hemiphileurus laeviceps
- Hemiphileurus laminicornis
- Hemiphileurus laticollis
- Hemiphileurus microps
- Hemiphileurus nebulohylaeus
- Hemiphileurus parvus
- Hemiphileurus phratrius
- Hemiphileurus puertoricensis
- Hemiphileurus punctatostriatus
- Hemiphileurus pygidiopunctissimus
- Hemiphileurus quadridentatus
- Hemiphileurus rugulosus
- Hemiphileurus ryani
- Hemiphileurus scutellatus
- Hemiphileurus similis
- Hemiphileurus simplex
- Hemiphileurus unilobus
- Hemiphileurus variolosus
- Hemiphileurus warneri
- Hemiphileurus vicarius
- Hemiphileurus vulgatus